# Quellbäche des Eppenbrunner Baches
Das Naturschutzgebiet Quellbäche des Eppenbrunner Baches liegt im Landkreis Südwestpfalz in Rheinland-Pfalz.
Das etwa 94 ha große Gebiet, das im Jahr 1991 unter Naturschutz gestellt wurde, erstreckt sich südlich der Ortsgemeinde Eppenbrunn. Der Eppenbrunner Bach fließt nordwestlich des Gebietes. Nördlich verläuft die Landesstraße 478, westlich und südlich verläuft die Staatsgrenze zu Frankreich.
Schutzzweck ist die Erhaltung und Entwicklung der Quellbäche des Eppenbrunner Baches und ihrer Bachtäler mit den bestehenden Stauweihern und ihren Verlandungszonen, den Fläche-, Zwischenmoor- und Quellbereichen, den Seggenriedern, Feuchtwiesen, Wiesenbrachen, den Quell-, Bruchwald- und Auwaldbereichen sowie naturnahen Altholzbeständen und den Trocken- und Felsbereichen u. a. wegen ihrer besonderen Eigenart und hervorragenden Schönheit.